# Крошечный медоуказчик
Крошечный медоуказчик (лат. Indicator exilis) — вид птиц из семейства медоуказчиковых. Выделяют 3 подвида.

## Распространение
Обитают на территории Анголы, Камеруна, ЦАР, Республики Конго, Демократической Республики Конго, Кот-д’Ивуара, Экваториальной Гвинеи, Габона, Ганы, Гвинеи, Гвинеи-Бисау, Кении, Либерии, Нигерии, Руанды, Сьерра-Леоне, Южного Судана, Танзании, Того, Уганды и Замбии.

## Описание
Длина тела около 14 см, масса 12—23 г. Окраска в основном тёмная, хотя как у самцов, так и у самок номинативного подвида имеются белые области у клюва.

## Биология
Питаются пчелиным воском, яйцами и личинками пчёл, различными насекомыми, в том числе мухами, жуками и их яйцами.

## Охранный статус
МСОП присвоил виду охранный статус LC.